# Річка Джудіт (формація)
47°40′00″ пн. ш. 109°39′00″ зх. д. / 47.6667° пн. ш. 109.65° зх. д.
Річка Джудіт (англ. Judith River Formation) — геологічна формація в американському штаті Монтана. Датується пізньою пізньою крейдою (79-75 млн років тому). Формація є частиною однойменної геологічної групи. Тут знайдено численні рештки динозаврів та інших мезозойських хребетних.

## Фауна
Тварини, чиї рештки виявлені у відкладеннях формації Річка Джудіт:

### Хрящові риби(Chondrichthyes)
- †Myledaphus (родина Гітарні скати (Rhinobatidae))

### Кісткові риби(Osteichthyes)
- †Paralbula
- †Belonostomus (родина †Aspidorhynchidae)
- †Kindleia = syn. Cyclurus (родина Амієві (Amiidae))
- †Atractosteus occidentalis (родина Панцирникові (Lepisosteidae))

### Земноводні(Amphibia)
- ряд Хвостаті (Urodela)
  - †Habrosaurus (родина Сиренові (Sirenidae))
  - †Lisserpeton (родина †Scapherpetontidae)
  - †Opisthotriton (родина †Batrachosauroididae)
  - †Prodesmodon (родина †Batrachosauroididae)
  - †Scapherpeton (родина †Scapherpetontidae)

### Плазуни(Reptilia)
- Хорістодери (Choristodera)
  - †Champsosaurus (родина †Champsosauridae)
- Крокодили (Crocodilia)
  - †Brachychampsa
  - †Leidyosuchus
  - †Deinosuchus
- Ящірки (Lacertilia)
  - †Chamops

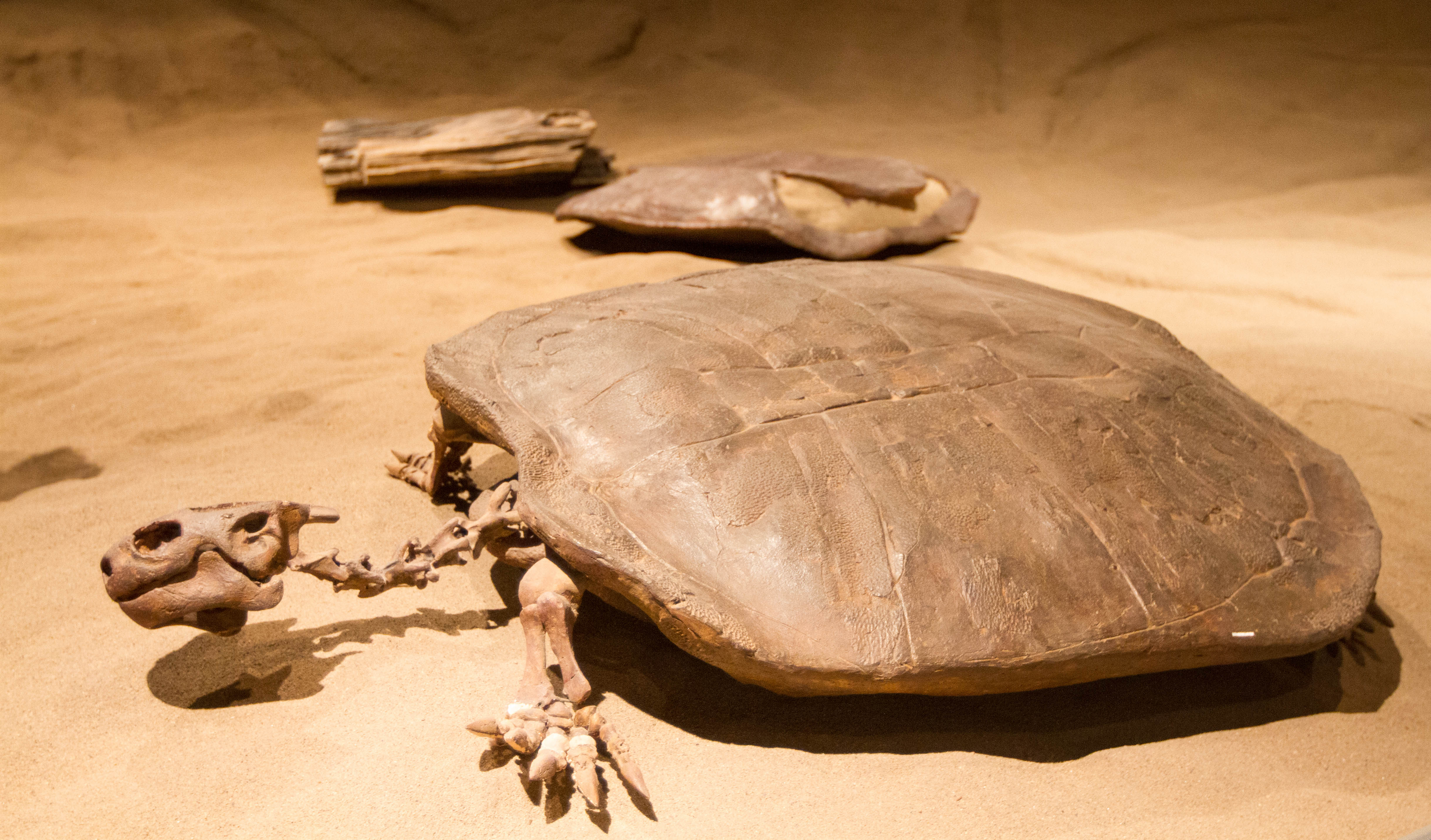
Basilemys

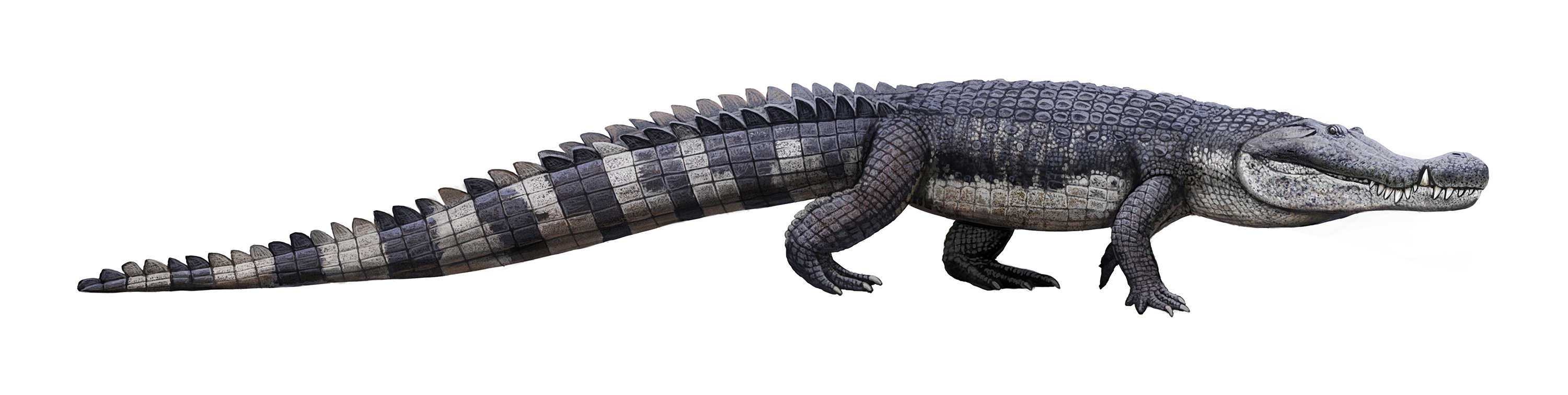
Deinosuchus

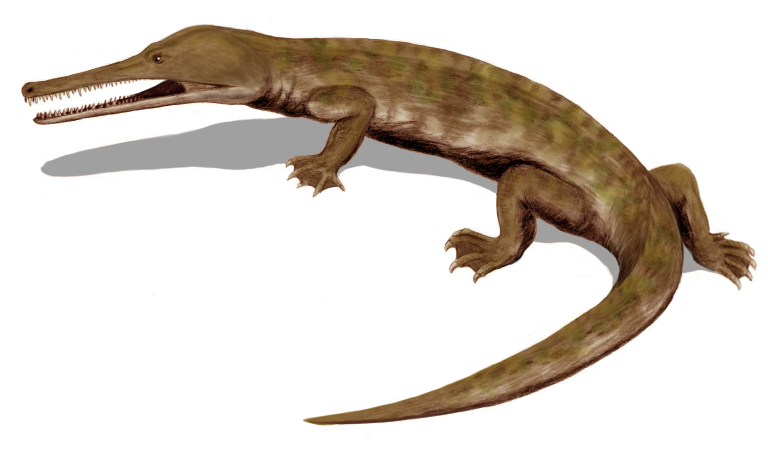
Champsosaurus

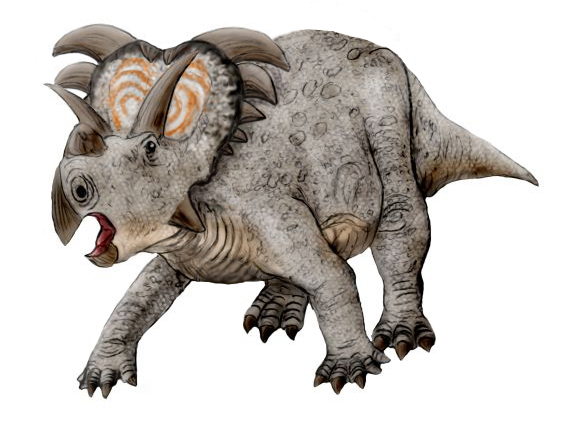
Medusaceratops

  - †Exostinus (родина Ксенозаври (Xenosauridae))
  - †Leptochamops
  - †Paraderma
  - †Parasaniwa
- Черепахи (Testudines)
  - †Basilemys (родина †Nanhsiungchelyidae)
- Динозаври (Dinosauria)
  - †Птахотазові (Ornithischia)
    - †Albertaceratops (родина †Цератопсиди (Ceratopsidae))
    - †Avaceratops (родина †Цератопсиди (Ceratopsidae))
    - †Brachylophosaurus (родина †Гадрозаврові (Hadrosauridae))
    - †Ceratops (родина †Цератопсиди (Ceratopsidae))
    - †Diclonius (родина †Гадрозаврові (Hadrosauridae))
    - †Dysganus (родина †Цератопсиди (Ceratopsidae))
    - †Judiceratops (родина †Цератопсиди (Ceratopsidae))
    - †Kritosaurus (родина †Гадрозаврові (Hadrosauridae))
    - †Lambeosaurus (родина †Гадрозаврові (Hadrosauridae))
    - †Medusaceratops (родина †Цератопсиди (Ceratopsidae))
    - †Mercuriceratops (родина †Цератопсиди (Ceratopsidae))
    - †Monoclonius (родина †Цератопсиди (Ceratopsidae))
    - †Palaeoscincus (родина †Нодозаврові (Nodosauridae))
    - †Probrachylophosaurus (родина †Гадрозаврові (Hadrosauridae))
    - †Pteropelyx (родина †Гадрозаврові (Hadrosauridae))
    - †Trachodon (родина †Гадрозаврові (Hadrosauridae))
    - †Spiclypeus (родина †Цератопсиди (Ceratopsidae))
    - †Zuul (родина †Анкілозаврові (Ankylosauridae))

  - Ящеротазові (Saurischia)
    - †Aublysodon (родина †Тиранозаврові (Tyrannosauridae))
    - †Deinodon (родина †Тиранозаврові (Tyrannosauridae))
    - †Dromaeosaurus (родина †Дромеозавриди (Dromaeosauridae))
    - †Ornithomimus (родина †Орнітомімові (Ornithomimidae))
    - †Paronychodon (родина †Троодонтиди (Troodontidae))
    - †Troodon (родина †Троодонтиди (Troodontidae))
    - †Zapsalis (родина †Дромеозавриди (Dromaeosauridae))

### Птахи(Aves)
- †Hesperornis (родина †Hesperornithidae)